# Mark Dearey

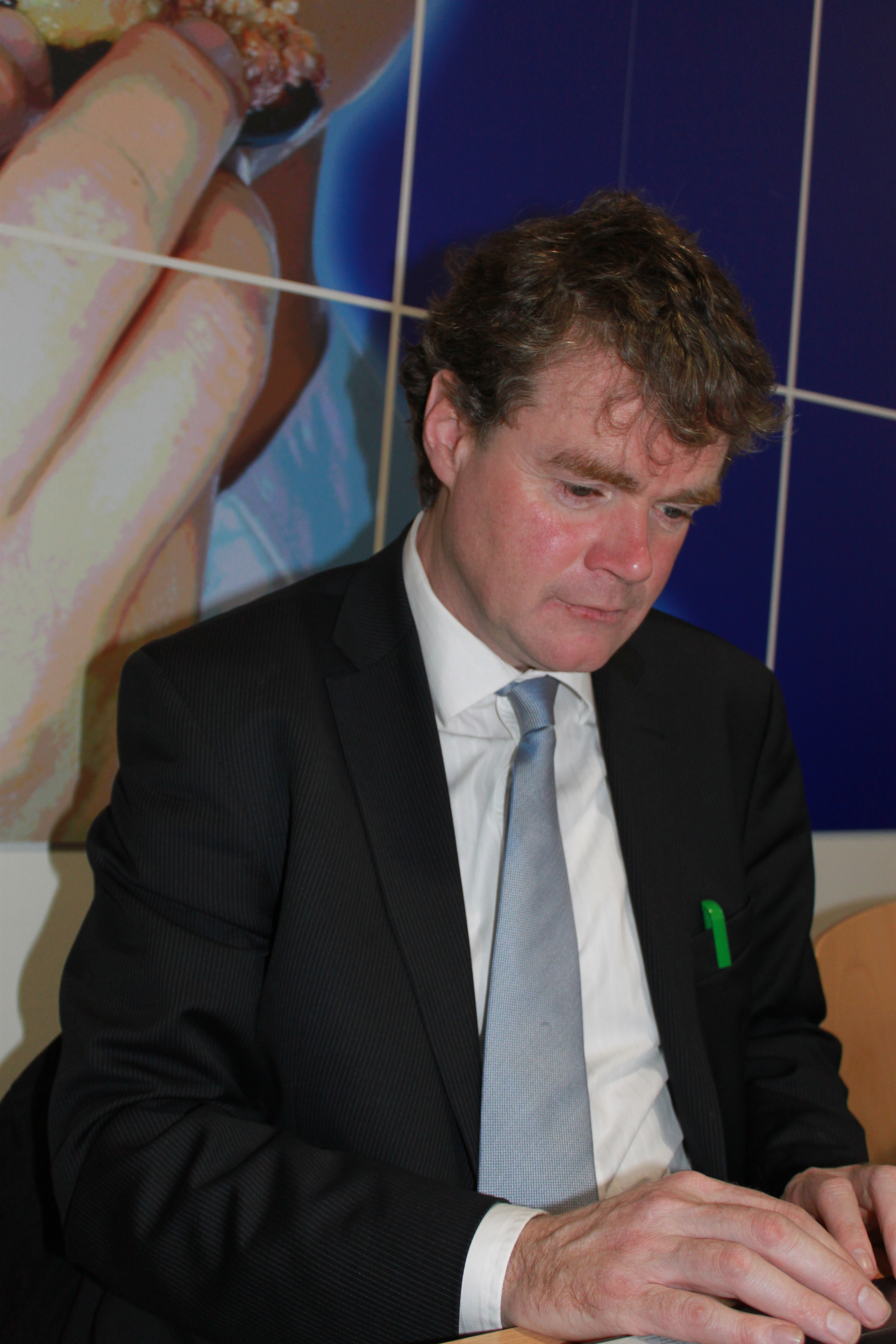
Mark Dearey

Mark Dearey (* 19. März 1963 in County Louth) ist ein irischer Politiker.
Dearey wuchs im County Louth auf. Ursprünglich als Sekundarlehrer tätig, unterrichtete er in den frühen 1990er Jahren in Colaiste Eanna in Dublin. 1991 wechselte er den Beruf und machte sich als Erzeuger von Bio-Lebensmitteln selbständig. Im Jahr 1999 erfolgte mit dem Kauf von The Spirit Store, einer Music Venue und Bar in Dundalk, ein erneuter beruflicher Wechsel.
Im Jahr 2004 wurde Dearey für die Green Party erstmals in den Stadtrat von Dundalk (Dundalk Town Council) gewählt. Fünf Jahre später erfolgte seine Wiederwahl in selbigen sowie seine Wahl in das Louth County Council. Am 23. Februar 2010 wurde er von Taoiseach als Senator im Seanad Éireann nominiert. Dearey übernahm damit den vakanten Sitz der zurückgetretenen Senatorin Déirdre de Búrca. Mit seiner Ernennung zum Senator legte Dearey seine kommunalen Mandate nieder. Im Februar 2011 kandidierte er erfolglos bei den Wahlen zum 31. Dáil Éireann. 
Dearey ist verheiratet und hat zwei Kinder, einen Sohn und eine Tochter.

## Einzelnachweis
1. ↑  Mark Dearey Kandidatenprofil bei The Journal.ie, abgerufen am 27. Februar 2011

| Personendaten    | Personendaten      |
| ---------------- | ------------------ |
| NAME             | Dearey, Mark       |
| KURZBESCHREIBUNG | irischer Politiker |
| GEBURTSDATUM     | 19. März 1963      |
| GEBURTSORT       | County Louth       |